# ヘンリー八世の六人の妻
『ヘンリー八世の六人の妻』（ヘンリーはっせいのろくにんのつま、The Six Wives of Henry VIII）は、1973年に発表されたリック・ウェイクマンの1作目のアルバムである。彼が作曲、編曲、プロデュースを担当。LP両面で収録曲は合わせて6曲という構成である。

## 概要
ウェイクマンは1971年にイエスに加入した。それまで彼が在籍していたストローブスはA&Mレコードに所属しており、彼がストローブスのメンバーとしてA&Mと交わした契約は有効だった。そこで彼は、この契約履行の為に本作を制作した。
彼がヘンリー八世の六人の妻をテーマに採用したきっかけは、ナンシー・モリソン（Nancy Brysson Morrison）著の『ヘンリー八世の私生活 (The Private Life of Henry VIII)』だった。彼はツアーの飛行機に多くの書籍を持ち込むという習慣を持っており、その一冊だった同書を読んで、ヘンリー八世の妻のひとりひとりを題材にした楽曲を作るという考えがひらめいた。
「アラゴンのキャサリン」は当初イエスのアルバム『こわれもの』に収録する予定だった「Handle With Care」に、幾つかの新しい部分を追加したものである。そのため、この曲にはイエスのメンバーが参加している部分としていない部分がある。
「キャサリン・ハワード」のピアノによる導入部のメロディは、ウェイクマンがキャット・スティーヴンスの「雨にぬれた朝」（1971年）で演奏したものに酷似している。彼は作業の合間に当時書いていた曲の一部をピアノで弾いたところ、その曲を使わせてくれとプロデュ―サーのポール・サミュエル＝スミスに頼まれ、導入部、間奏部、終結部に演奏した。この未発表曲が後日、「キャサリン・ハワード」になった。
「ジェーン・シームーア」には、ロンドンのセント・ジャイルズ＝ウィズアウト＝クリップルゲートという教会に設置してあるパイプオルガンが使用された。
ジャケットはロンドンのベイカー・ストリートにある蝋人形館で撮影された。
ウェイクマンは自伝に「A&Mレコードの上層部は歌詞がないコンセプト・アルバムという理由で本作を嫌って、マネージャーのブライアン・レーンに『制作費を取り返せるように12500コピーしか生産しない』と告げた」として、「本作は発売後の5年間だけで600万コピー以上売れた」と結んでいる。

## 参加メンバー
本作にはイエスのクリス・スクワイア（ベース）、スティーヴ・ハウ（ギター）、アラン・ホワイト（ドラム）、ストローブスのデイヴ・カズンズ（エレクトリック・バンジョー）、デイヴ・ランバート（ギター）、元イエスのビル・ブルーフォード（ドラム）の他、バリー・デ・スーザ（ドラム）、チャス・クロンク（ベース）、デイヴ・ウィンター（ベース）、レス・ハードル（ベース）、マイク・イーガン（ギター）が参加している。さらに、レイ・クーパーとフランク・リコッティがパーカッション、ライザ・ストライク、ローラ・リー、バリー・セント・ジョン、シルヴィア・マクニール、ジュディ・パウエルがコーラスを担当した。これだけの人数のミュージシャンがレコーディング・セッションに参加することは稀である。
彼は、何故少人数で制作せずに曲によってミュージシャンを替えたかを問われて、「シャッフルのリズムを上手く叩くドラマーもいれば、タイトなリズムが上手いドラマーもいる。それぞれの曲に適任のミュージシャンを使うべきだったからだ。すべて同じミュージシャンで録音するような方法は誤りだ」と述べている。
彼はクラリネットも演奏している。

## トリビア
- ジャケット撮影の際にカーテンの閉じ方が不十分だったので、一番左の女性の蝋人形の背後に当時のアメリカ合衆国大統領リチャード・ニクソンの蝋人形の横顔が写ってしまった。
- 後日、ウェイクマンはセント・ジャイルズ＝ウィズアウト＝クリップルゲートに、パイプ・オルガンの保存・修理費用として2000ポンドを寄付している。

## リマスター盤
- 1990年にCDのリマスター盤が発売された[8]。音質の向上が図られている。
- 2015年にCDのリマスター盤と、ハイレゾ音源や4ch音源を収録したDVDオーディオの2枚組セットが発売された[9]。

## 収録曲

### サイド1
1. アラゴンのキャサリン - "Catherine of Aragon" (3:45)
2. クレーヴのアン - "Anne of Cleves"（7:50）
3. キャサリン・ハワード - "Catherine Howard"（6:45）

### サイド2
1. ジェーン・シームーア - "Jane Seymour" (4:48)
2. アン・ブーリン  - "Anne Boleyn 'The Day Thou Gavest Lord Hath Ended'"（6:34）
3. キャサリン・パー - "Catherine Parr"（7:05）

## パーソネル
- リック・ウェイクマン – ミニモーグ・シンセサイザー2台、400-D メロトロン2台 (1台はボーカル、サウンドエフェクト、ヴィブラフォン用、もう1台はブラス、ストリングス、フルート用)、周波数カウンタ、カスタム・ミキサー、スタインウェイ9フィート・グランドピアノ、カスタムビルド・ハモンドC-3オルガン、RMIエレクトラピアノとハープシコード、ARPシンセサイザー、トーマス・ゴフ・ハープシコード、セント・ジャイルズ＝ウィズアウト＝クリップルゲートの教会オルガン、ポータティヴ・オルガン

各収録曲に参加したウェイクマン以外のミュージシャン
- アラゴンのキャサリン ： クリス・スクワイア／レス・ハードル（ベース）、マイク・イーガン／スティーヴ・ハウ（ギター）、ビル・ブルーフォード（ドラム）、レイ・クーパー（パーカッション）、ライザ・ストライク／バリー・セント・ジョン／ジュディ・パウエル（ボーカル）
- クレーヴのアン ： デイヴ・ウィンター（ベース）、マイク・イーガン（ギター）、アラン・ホワイト（ドラム）、フランク・リコッティ（パーカッション）
- キャサリン・ハワード ： チャス・クロンク（ベース）、デイヴ・ランバート（ギター）、バリー・デ・スーザ（ドラム）、フランク・リコッティ（パーカッション）、デイヴ・カズンズ（エレクトリック・バンジョー）
- ジェーン・シームーア ： アラン・ホワイト（ドラム）
- アン・ブーリン ： レス・ハードル（ベース）、マイク・イーガン（ギター）、ビル・ブルーフォード（ドラム）、レイ・クーパー（パーカッション）、ライザ・ストライク／ローラ・リー／シルヴィア・マクニール（ボーカル）
- キャサリン・パー ： デイヴ・ウィンター（ベース）、マイク・イーガン（ギター）、アラン・ホワイト（ドラム）、フランク・リコッティ（パーカッション）

## ライブDVD
2009年5月1日と2日、ヘンリー8世の戴冠500年を記念して、ヘンリー8世とのゆかりが深いハンプトン・コート宮殿において、ウェイクマンがオーケストラ、合唱団と共に「ヘンリー八世の六人の妻」全曲を演奏するイベントが行なわれた。同年、その模様を撮影したライブDVDThe Six Wives of Henry VIII - Live at Hampton Court Palaceが発売されている。